# Erik Stenkilsson
Erik Stenkilsson byl uchazečem o švédský trůn v letech 1066–1067, po smrti krále Stenkila, začal vládnout po jeho smrti. Jeho soupeřem byl Erik Pohan. Proti sobě pak rozpoutali boj, ve kterém ale oba padli.
Adam z Brém je jediným zdrojem, který uvádí tyto dva soupeřící Eriky. To, že byl synem Stenkila (jak naznačuje i jeho přídomek), stejně jako pohanská víra jeho soupeře v boji o trůn, je tedy pouze dohad. Erik Stenkilsson je někdy označován také jako Erik VII. To je však až pozdější vymoženost z doby Erika XIV. (1560–1568). On a jeho bratr Karel IX. (1604–1611) přijali toto číslování na základě fiktivních švédských dějin. Počet švédských vládců jménem Erik před Erikem XIV. není přesně známý.
Vládcem země se po smrti obou Eriků stal Halsten Stenkilsson.